# Солов'єнко Юрій Леонідович
Ю́рій Леоні́дович Солов'є́нко (нар. 20 січня 1971, Київ, УРСР) — радянський, український футболіст та тренер. Майстер спорту України.

## Кар'єра гравця
Юрій Солов'єнко народився 20 січня 1971 року в Києві. Вихованець РСШІ (Київ). 
Кар'єру гравця розпочав у 1989 році в складі вінницької «Ниви», яка на той час виступала в другій лізі чемпіонату СРСР. Загалом у другій лізі зіграв 87 матчів та забив 4 м'ячі. Після здобуття Україною незалежності продовжив свої виступи в «Ниві» в чемпіонаті та кубку України. У складі команди виступав до 1997 року. За цей час у чемпіонатах України зіграв 133 поєдинки, ще 18 матчів (1 гол) Юрій зіграв у кубку України. Також в сезоні 1996/97 років відіграв у єврокубках 4 поєдинки (по 2 з «Садамом» (Таллінн) та «Сьйоном»).
З 1997 по 1999 роки захищав кольори донецького «Металурга», у складі якого в чемпіонатах України зіграв 50 матчів, ще 10 поєдинків у футболці донетчан провів у кубку України. Також захищав кольори друголігового фарм-клубу донетчан, «Металург-2», у футболці якого зіграв 6 матчів.
Сезон 1999/00 років відіграв у єрусалимському «Хапоелі», який на той час виступав у Прем'єр-лізі Ізраїлю. У футболці ізраїльського клубу відіграв 15 поєдинків, після чого повернувся до України.
На закаті кар'єри гравця пограв у рідній «Ниві» (2000 рік) та маріупольському «Металурзі» (2001).

## Кар'єра тренера
Після завершення кар'єри гравця розпочав тренерську діяльність. Спочатку працював асистентом головного тренера у вінницькій «Ниві», а в 2006 році став головним тренером клубу, на цій посаді пропрацював до квітня 2007 року. Потім працював у тренерському штабі ФК «Тирасполь». 20 березня 2009 року був призначений головним тренером вінницької «Ниви», але в червні 2009 року залишив цю посаду.. З лютого 2010 по травень 2015 року працював асистентом головного тренера в ФК «Тирасполь». В липні 2015 року знову очолив відроджений вінницький клуб. 23 жовтня 2016 був звільнений від займаної посади. Але незабаром, 27 жовтня 2016 року, був поновлений на цій посаді в «Ниві», але як виконувач обов'язків головного тренера.

## Досягнення
- Перша ліга чемпіонату України
  -  Чемпіон (1): 1993

- Кубок України
  -  Фіналіст (1): 1996